# Jon Cooper (hockey sur glace)
Pour les articles homonymes, voir Cooper et Jon Cooper.
Jon Cooper (né le 23 août 1967 à Prince George, province de la Colombie-Britannique au Canada) est un entraîneur professionnel de hockey sur glace américano-canadien.

## Biographie
Cooper naît d'une mère américaine et d'un père canadien. En 2003, il prend le poste d'entraîneur des Bandits de Texarkana dans la NAHL. Les Bandits remportent la Coupe Robertson 2007 et 2008. Il devient l'entraîneur des Gamblers de Green Bay dans la United States Hockey League en 2008. L'équipe décroche la Coupe Clark 2010. En 2010, il devient entraîneur des Admirals de Norfolk dans la Ligue américaine de hockey qu'il mène à la Coupe Calder 2012.
Le 29 mars 2013, il est nommé entraîneur du Lightning de Tampa Bay dans la Ligue nationale de hockey en remplacement de Guy Boucher avec lesquels il remporte la Coupe Stanley en 2020 et 2021.
En 2024, il est désigné entraîneur-chef du Canada pour la Confrontation des 4 nations 2025, compétition remportée par son équipe.

## Statistiques

### En club
| Saison    | Équipe                 | Ligue |    | PJ | V  | D  | Pr   | % V                        |  | Séries éliminatoires |
| 2003-2004 | Bandits de Texarkana   | NAHL  | 56 | 30 | 24 | 2  | 55,4 | Éliminé au 1er tour        |  |                      |
| 2004-2005 | Bandits de Texarkana   | NAHL  | 56 | 36 | 15 | 5  | 68,8 | Éliminé au 2e tour         |  |                      |
| 2005-2006 | Bandits de Texarkana   | NAHL  | 58 | 42 | 14 | 2  | 74,1 | Éliminé au 2e tour         |  |                      |
| 2006-2007 | Bandits de Saint-Louis | NAHL  | 62 | 43 | 14 | 5  | 73,4 | Remporte le championnat    |  |                      |
| 2007-2008 | Bandits de Saint-Louis | NAHL  | 58 | 47 | 9  | 2  | 82,8 | Remporte le championnat    |  |                      |
| 2008-2009 | Gamblers de Green Bay  | USHL  | 60 | 39 | 17 | 4  | 68,3 | Éliminés au 2e tour        |  |                      |
| 2009-2010 | Gamblers de Green Bay  | USHL  | 60 | 45 | 10 | 5  | 79,2 | Remporte le championnat    |  |                      |
| 2010-2011 | Admirals de Norfolk    | LAH   | 80 | 36 | 19 | 15 | 58,1 | Éliminés au 1er tour       |  |                      |
| 2011-2012 | Admirals de Norfolk    | LAH   | 76 | 55 | 18 | 3  | 74,3 | Remporte le championnat    |  |                      |
| 2012-2013 | Crunch de Syracuse     | LAH   | 65 | 39 | 18 | 8  | 66,2 | Recruté en cours de saison |  |                      |
| 2012-2013 | Lightning de Tampa Bay | LNH   | 17 | 5  | 9  | 3  | 38,2 | Non qualifiés              |  |                      |
| 2013-2014 | Lightning de Tampa Bay | LNH   | 82 | 46 | 27 | 9  | 61,6 | Éliminés au 1er tour       |  |                      |
| 2014-2015 | Lightning de Tampa Bay | LNH   | 82 | 50 | 24 | 8  | 65,9 | Éliminés en finale         |  |                      |
| 2015-2016 | Lightning de Tampa Bay | LNH   | 82 | 46 | 31 | 5  | 59,1 | Éliminés au 3e tour        |  |                      |
| 2016-2017 | Lightning de Tampa Bay | LNH   | 82 | 42 | 30 | 10 | 57,3 | Non qualifiés              |  |                      |
| 2017-2018 | Lightning de Tampa Bay | LNH   | 82 | 54 | 23 | 5  | 68,9 | Éliminés au 3e tour        |  |                      |
| 2018-2019 | Lightning de Tampa Bay | LNH   | 82 | 62 | 16 | 4  | 78,0 | Éliminés au 1er tour       |  |                      |
| 2019-2020 | Lightning de Tampa Bay | LNH   | 70 | 43 | 21 | 6  | 65,7 | Remporte la coupe Stanley  |  |                      |
| 2020-2021 | Lightning de Tampa Bay | LNH   | 56 | 36 | 17 | 3  | 67,0 | Remporte la coupe Stanley  |  |                      |
| 2021-2022 | Lightning de Tampa Bay | LNH   | 82 | 51 | 23 | 8  | 67,1 | Finaliste                  |  |                      |
| 2022-2023 | Lightning de Tampa Bay | LNH   | 82 | 46 | 30 | 6  | 59,8 | Éliminés au 1er tour       |  |                      |
| 2023-2024 | Lightning de Tampa Bay | LNH   | 82 | 45 | 29 | 8  | 59,8 | Éliminés au 1er tour       |  |                      |

## Trophées et honneurs personnels
- NAHL
  - 2005-2006 : nommé entraîneur de l'année.
  - 2007-2008 : nommé entraîneur de l'année.
- USHL
  - 2008-2009 : nommé directeur général de l'année.
  - 2009-2010 : nommé entraîneur de l'année.
  - 2009-2010 : nommé directeur général de l'année.
- LAH
  - 2011-2012 : remporte le trophée Louis-A.-R.-Pieri.
  - 2011-2013 : participe au match des étoiles.
- LNH
  - 2019-2020 : remporte la Coupe Stanley.
  - 2020-2021 : remporte la Coupe Stanley.
  - 2025 : remporte la Confrontation des 4 nations.